# Singaraja
Singaraja est une ville d'Indonésie située sur la côte nord de l'île de Bali, en Indonésie. C'est le chef-lieu du kabupaten de Buleleng. Son nom signifie « Roi Lion ». Sa superficie est de 28 km2.

## Histoire
Les relations de la région de Singaraja avec le monde extérieur sont anciennes.
La fondation du royaume de Buleleng remonte aux années 1660, avec Ki Gusti Ngurah Panji Sakti comme premier souverain. En 1697, Buleleng conquiert la principauté de Blambangan dans l'est de l'île voisine de Java. Il se peut que dans cette entreprise, il ait trouvé un allié en Surapati, un ancien esclave balinais qui mène alors une révolte contre ses anciens maîtres hollandais de Batavia.
À la mort de Gusti Panji Sakti en 1704, Buleleng est miné par les querelles de succession. Blambangan se libère de sa tutelle pour prendre le parti d'un autre royaume balinais, Mengwi. Buleleng doit reconnaître la suzeraineté de Mengwi.
En 1733, Buleleng est le théâtre d'une grande bataille entre Mengwi et la principauté de Sukawati, dans laquelle s'affrontent 12 000 hommes. À la fin du Xviiie siècle, Mengwi doit céder une partie du territoire de Buleleng au royaume de Karangasem, qui devient le plus puissant royaume de la partie nord-est de Bali.
Durant les guerres napoléoniennes, l'Angleterre occupe Java, qui est alors administrée par le lieutenant-gouverneur Raffles. Ce dernier voit d'un mauvais œil le commerce d'esclaves auquel s'adonnent les Balinais. Les Anglais attaquent Buleleng et Karangasem en 1814. Les Balinais font mine de se soumettre mais le trafic continue néanmoins.
En 1815, l'éruption du volcan Tambora (l'île de Sumbawa) dévaste la région de Buleleng et la ville portuaire de Singaraja, par des pluies de cendres chaudes et des tsunamis.
Lorsque les Hollandais récupèrent leur colonie de Java en 1816, ils tentent d'imposer leur souveraineté aux princes balinais, sans succès.
En 1823, une révolte des habitants de Singaraja permet au royaume de Bulegeng de retrouver sa souveraineté, mais pas pour longtemps. De 1846 à 1849, le royaume doit faire face à une succession d'expéditions punitives des Hollandais, qui invoquent initialement le prétexte de mettre fin au pillage d'épaves par les Balinais. Malgré une résistance farouche, notamment sous le commandement du jeune prince I Gusti Ketut Jelantik qui fit capituler les Hollandais au fort de Jagaraga (15 km à l'est de Singaraja), le royaume de Bulegeng est définitivement soumis à l'empire colonial néerlandais à partir de 1849, et jusqu'à l'indépendance de l'Indonésie au XXe siècle. 

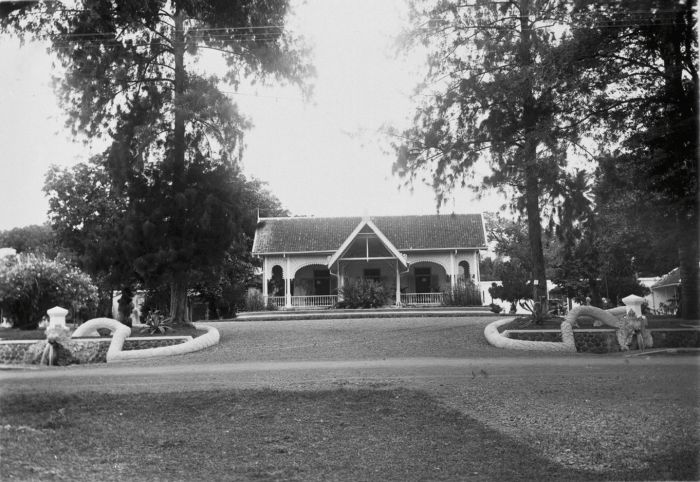
La demeure du résident néerlandais dans les années 1910

Durant l'occupation hollandaise, la dynastie des Panji Sakti se poursuit : 
- I Gusti Ngurah Ketut Djilantik, nommé par les Hollandais en 1860, puis exilé en 1873 à Padang (Ouest de Sumatra) ;
- Anak Agung Putu Djilantik, nommé par les Hollandais en 1929, fondateur du musée Gedong Kirtya, et roi jusqu'en 1944 ;
- Anak Agung Panji Tisna, romancier et dernier à détenir le titre de roi, à partir de 1949. Il a provoqué l'essor touristique de Lovina, situé à 10 km à l'ouest de Singaraja.

Jusqu'en 1953, Singaraja était la capitale de la province de Bali et des Petites îles de la Sonde, ainsi que le port d'arrivée de la plupart des visiteurs avant le développement de la région de la péninsule de Bukit dans le sud.

## Tourisme

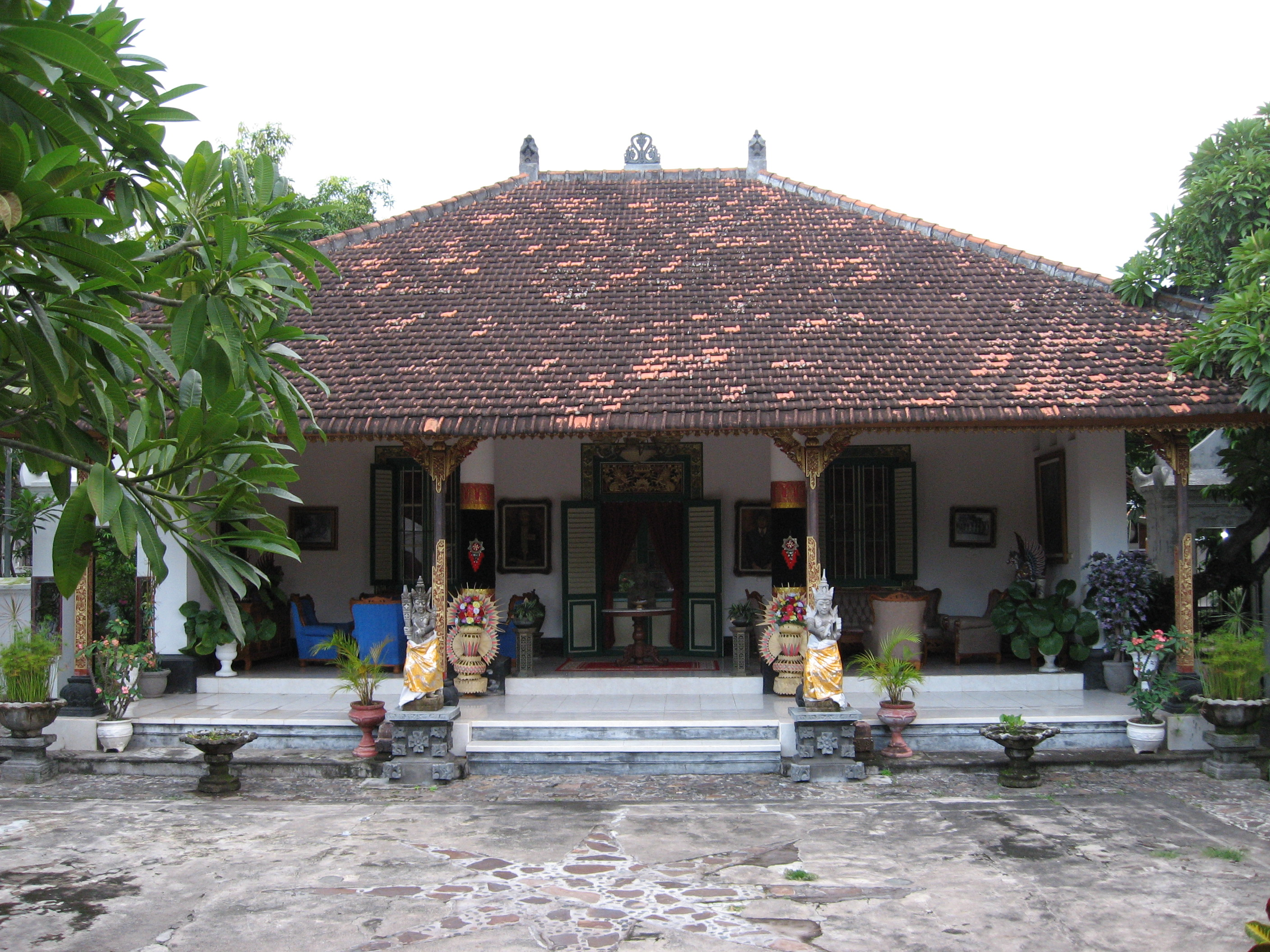
Le palais royal de Singaraja

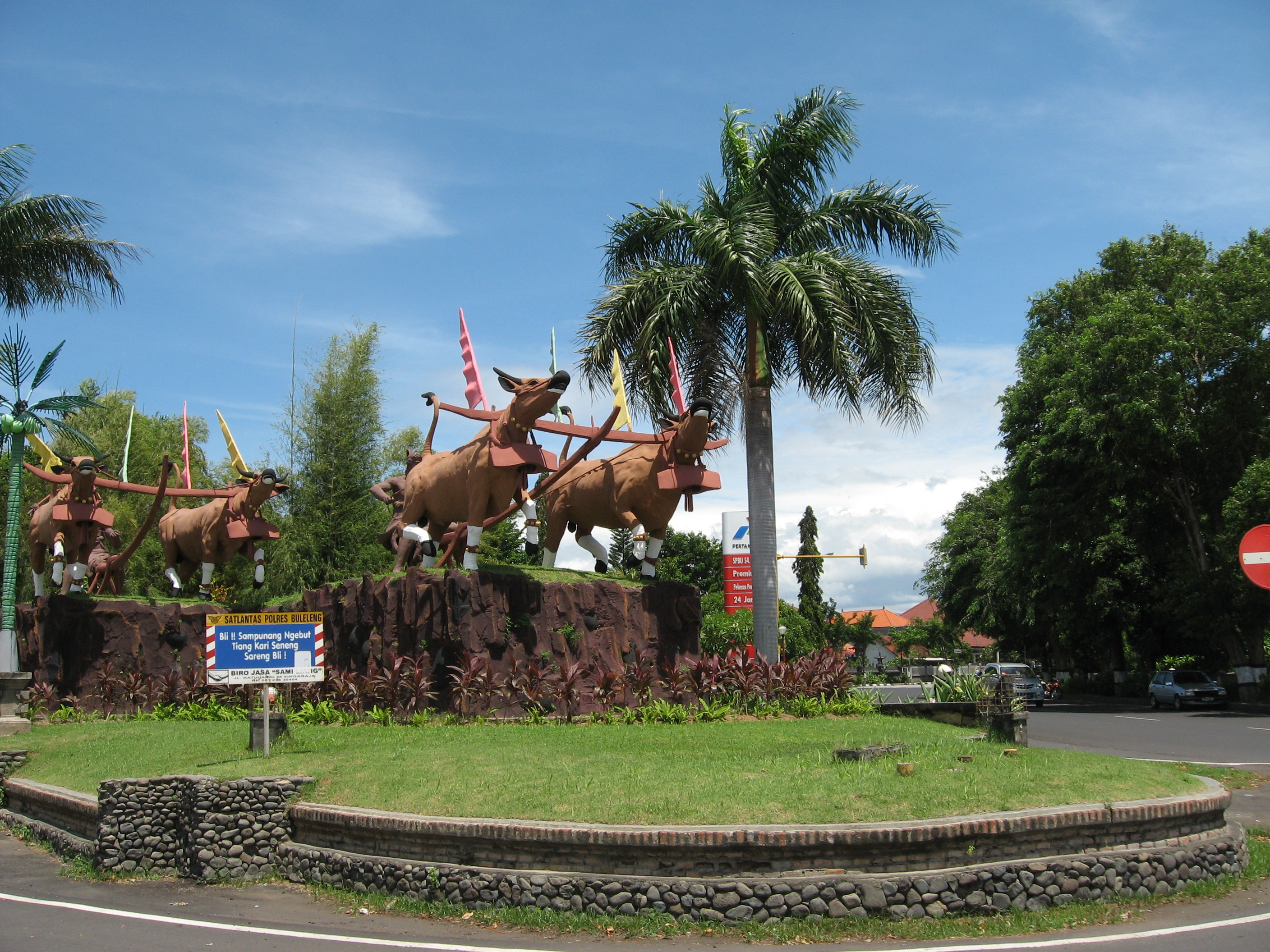
Statues de taureaux (Patung Karapan Sapi) à l'entrée ouest de Singaraja

Les touristes ne s'attardent pas à Singaraja et privilégient la région voisine de Lovina. Singaraja présente néanmoins des points d'intérêt :
- Au centre, le Pura Jagat Natha est le plus grand temple du nord de Bali.
- Au sud est installée le musée-bibliothèque Gedong Kirtya, seul au monde à détenir des manuscrits lontar (anciens textes sacrés écrits sur des feuilles de palmier rontal, Borassus flabellifer)[3].

## Démographie
| 1905  | 1930   | 1961   | 1980   | 1990   | 2000    | 2006    |
| ----- | ------ | ------ | ------ | ------ | ------- | ------- |
| 8.700 | 12.300 | 33.300 | 63.800 | 59.200 | 111.969 | 133.784 |